# 聽見歌 再唱
《聽見歌再唱》是一部2021年上映的臺灣喜劇劇情片，由華納兄弟發行。由楊智麟執導。由馬志翔、陳嘉樺、徐詣帆、撒基努、張惠春、杜滿生、黃舒湄主演。故事為真人實事改編，歷經12年籌備。電影片尾的演員、人員表和感謝名單有將近8分鐘，創下台灣電影片尾名單紀錄。電影於2021年4月16日在臺灣上映。本片擔任「2022外交部映像新南向電影節」的開幕式電影，也擔任「第五屆香港國際兒童節」雙開幕及閉幕電影。
電影中的插曲「拍手歌」，為一首布農族的合唱曲目，在布農族語中念為Kipahpahima，kipahpah的意思是拍打，ima的意思是數字五，拍打五指的是雙掌互拍，即為拍手。歌曲為布農族族人王拓南和伍欽光發現沒有一首布農歌來歡迎大家信仰耶穌基督，於是用吉他和弦創作出的布農族語詩歌，歡迎來教堂同享福音的人。

## 劇情簡介
一間山裡布農族的部落小學，一位看不懂五線譜的體育老師（馬志翔 飾），一位合約制代課音樂老師（陳嘉樺 飾），一群五音不全的原住民（布農族）小孩，急迫的組成一支合唱團，訂於三個月後的學童合聲歌唱比賽中取得優異名次，才能拯救與改善當地山區小學免於被廢校的命運。在比賽落敗之後，後聽從評審（體育老師方雅各之前大學教授）的良心建議，再次重新出發，運用原住民自身特殊的合聲音域技巧，現出團隊自信心，最終贏得比賽榮譽。

## 演員表
| 演員   | 角色名稱 | 角色介紹 |
| ------ | -------- | --- |
| 馬志翔 | 方雅各   | 體保生→小學體育老師／合唱團指揮 畢業後回部落任教偏鄉學校（久埔國小）的體育老師，是一位認真負責的好老師，後成為了學校合唱團指揮。 |
| 陳嘉樺 | 黃韻芬   | 代課音樂老師／合唱團伴奏 遊走在各個學校的音樂代課老師，在一次陰錯陽差成為久埔國小合唱團的指導老師兼伴奏。                        |
| 徐詣帆 | 史堅強   | 史榮和史耀的父親，因在學生時代競爭體保生輸給雅各，總是處處針對他。                                                               |
| 撒基努 | 王爸爸   | 王心妍與王心雅的父親，於一次工作意外導致半身不遂。                                                                               |
| 張惠春 | 王美娘   | 天生樂觀開朗，部落的大小事她都知。任職於久埔國小的營養午餐廚師。                                                                 |
| 杜滿生 | 盧校長   | 任教四十年的老師，後成為久埔國小的校長。個性慢條斯理、成熟穩重。                                                                 |

## 製作

### 劇本創作根源
2009年，導演兼編劇楊智麟以馬彼得校長與南投縣信義鄉東埔國小（原聲童聲合唱團）為原型的兩支紀錄片（《唱歌吧！》、《不只唱歌吧！》）之靈感來源，首次編、導此電影劇作。

### 前期製作
2017年底，電影劇本拿到金馬創投會議的曼迦紀念獎，榮獲70萬元的贊助獎金，再加上高雄市政府「高雄人」、二十世紀福斯和華納兄弟電影公司、海樂影業等其他公司的投資。贊助原聲教育協會的長期贊助者，也贊助了這部電影。

### 拍攝
2019年7月底開始拍攝，於2019年9月初，在台灣原住民族文化園區進行拍攝，經歷了45天的拍攝，拍攝過程中還因三場颱風而暫停拍攝，但還是順利的在2019年9月中殺青。另有在高雄市桃源區樟山、寶山兩所部落國小進行拍攝。

## 迴響

### 票房
電影上映口碑場三天，票房即達到300萬新台幣。4月16日電影正式上映三天，票房達到1500萬新台幣，上映一週後已突破2000萬元，上映將近兩週後，票房突破4000萬元，5月1日已達5000萬元。2021年5月16日已突破8000萬。

### 評價
《風傳媒》的影評人對電影的評價：「 這類故事的走向很容易淪為俗套或濫情，但《聽見歌再唱》並沒有。每個角色的表演都恰到好處，連最熱血的方雅各老師都不會讓人感覺他過於空泛無趣， 陳嘉樺飾演平地的代課老師也是稱職的綠葉。」
Yahoo奇摩 《鄭秉泓影評專欄》評價為：「《聽見歌 再唱》不只是剛剛好的好看，是非常非常好看。」
《VOCUS》的影評人：「故事情劇情完整且緊湊，且不賣弄狗血溫情，也沒有讓人尷尬破表的愛情戲，反而是在劇情轉折與激動之處，仍藏有輕鬆與詼諧的笑點。」

### 獲獎與提名
| 頒獎日期       | 類別       | 入圍者／作品   | 獎項             | 結果 | 參考   |
| -------------- | ---------- | -------------- | ---------------- | ---- | ------ |
| 2021年10月9日  | 臺北電影獎 | 馬志翔         | 最佳男主角       | 提名 | [ 14 ] |
| 2021年10月9日  | 臺北電影獎 | 楊智麟         | 最佳編劇         | 提名 | [ 14 ] |
| 2021年11月27日 | 金馬獎     | 陳建騏、羅恩妮 | 最佳原創電影音樂 | 提名 | [ 15 ] |

## 發行
電影由華納兄弟發行，於4月9日在臺灣上映口碑場，同月10號在高雄首映。2021年4月16日在臺灣正式上映。10月22號到11月4號，於台灣重新上映。2021年7月29日在香港上映。本片之後於Star (Disney+)串流上線。

## 音樂
電影配樂及音樂原聲帶由陳建騏、羅恩妮製作。電影原聲帶由何樂音樂，於2021年7月1日發行。

## 外部連結
- 在Disney+上觀看《聽見歌 再唱》
- 聽見歌 再唱的Facebook專頁
- 聽見歌 再唱的Instagram帳戶
- 開眼電影網上《聽見歌 再唱》的資料（繁體中文）
- 台灣電影網上《聽見歌 再唱》的資料（繁體中文）
- Yahoo奇摩電影上《聽見歌 再唱》的資料（繁體中文）
- 互联网电影数据库（IMDb）上《聽見歌 再唱》的资料（英文）